# Hannelore Borns
Hannelore Borns (* 13. April 1940 in Hamburg) ist eine deutsche Schauspielerin und Hörspielsprecherin.

## Leben und Wirken
Bekannt wurde Hannelore Borns in erster Linie durch die ZDF-Fernsehserie Ulrich und Ulrike aus dem Jahr 1966. Neben ihren Auftritten in Fernsehfilmen und -serien widmete sie sich auch dem Theater. 1968 gastierte sie beispielsweise am Hamburger Thalia-Theater in dem Musical Hello, Dolly!. Auch im Hörspielbereich war sie tätig.
Hannelore Borns war mit dem Kameramann Claus Winnikes († 2. Januar 2018) verheiratet und hat einen Sohn. Von 1969 bis 2018 lebte die Familie in der Nähe von Mainz, verbrachte jedoch berufsbedingt mehrere längere Auslandsaufenthalte in Nairobi, Kenia.
Hannelore Borns kehrte 2018 in ihre Geburtsstadt Hamburg zurück.

## Filmografie
- 1965: Der Raub der Sabinerinnen (Fernsehfilm)
- 1965: Das Feuerzeichen (Fernsehfilm)
- 1966: Hafenpolizei (Fernsehserie, 1 Folge)
- 1966: Ulrich und Ulrike (Fernsehserie, 13 Folgen)
- 1967: Der Florentiner Hut (Fernsehfilm)
- 1968: Das Berliner Zimmer (Fernsehfilm)
- 1968: Das Ferienschiff (Fernsehserie, 8 Folgen)
- 1969: Percy Stuart (Fernsehserie, 1 Folge)
- 1969: Polizeifunk ruft (Fernsehserie, 1 Folge)
- 1973: Im Auftrag von Madame (Fernsehserie, 1 Folge)

## Hörspiele (Auswahl)
- 1964: Edoardo Anton: Die Braut des Bersagliere – Regie: Hans Rosenhauer
- 1972: Kurt Holst: Christoph Columbus – Regie: Peter M. Majewski